# H-Logic
H-Logic è il quarto album in studio della cantante sudcoreana Lee Hyo-ri, pubblicato il 14 aprile 2010.

## Tracce
1. I’m Back
2. Love Sign (feat. Sangchu)
3. Chitty Chitty Bang Bang (feat. Ceejay of Freshboyz)
4. Feel the same
5. Bring it Back (feat Ji-yoon (4Minute) e Beka (After School))
6. Highlight (feat. Bizzy)
7. Swing (feat. Kera)
8. Scandal
9. 100 percent
10. Want Me back
11. How Did we get? (Feat. Dae-sung dei Big Bang)
12. So cold
13. Get to Know (feat 2K)
14. Memory (feat Bizzy)